# Eremosparton songoricum
Eremosparton songoricum là một loài thực vật có hoa trong họ Đậu. Loài này được (Litv.) Vassilcz. miêu tả khoa học đầu tiên.